# Stuibenbach
De Stuibenbach of Nederbach is een riviertje in de Oostenrijkse deelstaat Tirol. Het is een rechter zijrivier van de Ötztaler Ache. De rivier ontspringt op de berghellingen ten noorden van Kühtai (2017 m.ü.A.). Vlak voordat het riviertje ten noorden van de Dortmunder Hütte (1949 m.ü.A.) langs het stuwmeer Speicher Längental instroomt, neemt het het water van de Finstertalbach, dat het water van het stuwmeer Speicher Finstertal afvoert, op. De Stuibenbach stroomt in noordwestelijke richting verder door het Nedertal langs Ochsengarten. De rivier wordt meermaals overkruist door de Kühtaistraße (L237). Bij Taxegg stroomt het water door de kloof Auer Klamm om daar over te gaan in de waterval Stuibenfall. Kort daarna voegt het water van de Nederbach zich ter hoogte van Ebene (755 m.ü.A.) bij de Ötztaler Ache.